# أحمد النقيب
أحمد طاهر بن عبد الرحمن النقيب هو أستاذ جامعي ومؤلف إسلامي مصري.

## سيرته
وُلد الدكتور النقيب في مركز السنبلاوين بمحافظة الدقهلية في مصر. بدأ طلب العلم في سن مبكرة، حيث أتم حفظ القرآن الكريم قبل بلوغه العاشرة.تلقى مبادئ العلوم الشرعية على يد عدد من علماء الأزهر في بلدته، منهم والده الشيخ عبد الرحمن النقيب، والشيخ حافظ حنيش، والشيخ إبراهيم أبو جلاب.
كما تلقى في أوائل طلبه الأصول والعقيدة على يد الشيخ عبد السلام بسيوني وهو أحد تلامذة الشيخ محمد الأمين المختار الشنقيطي، صاحب كتاب أضواء البيان. كما استفاد كثيرا من الأصول والفقه من العلامة الشيخ عبد الجليل القرنشاوي، شيخ الأصوليين وأيضا العلامة الحسيني الشيخ والد الدكتور/ عبد الفتاح الشيخ رئيس جامعة الأزهر الأسبق، وتلقى أيضا الأصول والفروق الأصولية على الشيخ العلامة جاد الرب الأزهري، وكلهم كان يدرس في كلية الشريعة بالأزهر في القاهرة خلال سنوات 1988 – 1990م.
واستفاد أيضا من الفرضي العلامة الشيخ إبراهيم مدكور، وقرأ عليه قطعة من الفرائض، واستفاد أيضا من الشيخ أحمد العوضي وقرأ عليه جزءاً من بداية المجتهد لابن رشد. واستفاد اللغة ومناهج البحث والتحقيق على يد جمهرة من الأعلام، منهم: العلامة الدكتور/ محمود على مكى، وهو صاحب التحقيقات اللغوية والأدبية والأندلسية العجيبة، وأيضا العلامة الدكتور/ عبد الحكيم راضي الذي تولى لاحقا إصدار سلسلة الذخائر، فأجاد وأحسن وأيضا العلامة الدكتور/ شوقي ضيف الذي ترأس مجمع اللغة العربية، وأثرى المكتبة العربية والإسلامية بالعديد من المصنفات التي زادت على المائة مصنف، وغيرهم الكثير والكثير. ولقد رأى وسمع من الشيخ الألباني في السبعينات من القرن الفائت في بلده السنبلاوين وشرحه لحديث: "إذا تبايعتم بالعينة واتبعتم أذناب البقر" سمعه بأذنه منه. كما استفاد من الشيوخ/ عبد المجيد الشافعي، والدكتور السيد الطويل، والشيخ سيد سابق.
حصل على ليسانس في اللغة العربية وآدابها من كلية الآداب بجامعة المنصورة (1986–1987)، ثم نال الماجستير في نفس التخصص من جامعة القاهرة (1993–1994)، وأكمل الدكتوراه في الدراسات اللغوية والإسلامية من جامعة القاهرة أيضًا (1998–1999).
يُعرف الدكتور النقيب بنشاطه الدعوي منذ صغره، حيث كان يُدرّس القرآن الكريم ويحفظه للطلاب في المرحلة الإعدادية، كما كان له دور دعوي في مدرسته الثانوية. شارك في العديد من المؤتمرات والدورات العلمية داخل مصر وخارجها، وأشرف وناقش العديد من الرسائل الجامعية في مرحلتي الماجستير والدكتوراه.

## مؤلفاته
1. المنة الرضية شرح قوله (صلى الله عليه وسلم) «إنما الأعمال بالنية».
2. إرضاء رب الأنام بشرح عمدة الأحكام (الجزء الأول)
3. إتمام الرصف بذكر ما حوته سورة الصف من الأحكام والوصف.
4. الوقف الإسلامي ودوره في الاقتصاد المصري الحديث.
5. الضحو بمعرفة النحو (الجزء الأول).
6. القول المفيد في أحكام الصيام والاعتكاف وزكاة الفطر والعيد.
7. المجمل الصحيح من أحاديث الرسول (صلى الله عليه وسلم).
8. التركيب النحوي ودوره في تفسير القرآن، دراسة لأسلوب النداء في سورة البقرة.
9. دور اللغة في تأويل القرآن، دراسة في مجموع فتاوى شيخ الإسلام ابن تيمية.
10. منهج المدرسة الظاهرية في تفسير النصوص الدينية – دراسة في تراث ابن حزم.
11. جلاء العينين بذكر ما ورد في سورة الكهف من قصة الرجلين.
12. كفاية القاري في تفسير كلام الباري (الجزء الأول).
13. هداية القاصد لنيل أهم المقاصد.
14. مختصر تحصيل المأمول فيما يجب علمه من الأصول.
15. القرآن غيرني.
16. تجديد الإيمان بتدبر آيات الفتيان.
17. قصة أصحاب الكهف..عبر وعظات.
18. تأملات في هداية القرآن.
19. المنهج النبوي من خلال مواعظ لقمان لابنه.
20. هاتف من الهند..المأساة (رواية تاريخية).
21. سربرينتسا والحلم المفقود (رواية تاريخية).
22. السيرة النبوية..دراسة في التأصيل والمنهج والسرد.
23. العقيدة ودورها في بناء الشخصية المسلمة.
24. لماذا الدعوة السلفية؟
25. شيء من فقه المرحلة.
26. محاسن المنن ببيان ضوابط أشراط الساعة والفتن.
27. جمهرة المقالات (مقالات: الفهم والتصور والسلوك)(الجزءالأول).
28. سورة الأعراف، دراسة في المجال الدلالي.
29. الشهب والحراب على من حارب النقاب.
30. دور الوقف الإسلامي في تنمية المجتمع المصري الحديث (الواقع.. الآمال).
31. إمالة القدور.. قراءة موضوعية شرعية للدستور.
32. لماذا لم أتشيع؟
33. مجمل سيرة الرسول –صلى الله عليه وسلم-.
34. الحزب (التحزب) السياسي وأثره في المجتمعات الإسلامية المعاصرة..دراسة تحليلية
35. عقدية. الجامعة الإسلامية-المدينة المنورة.
36. التحفة السنية شرح العقيدة القيروانية.
37. الفقه الإسلامي بين الثابت والمتغير (كلية الآداب-جامعة الفيوم).
38. قراءة النص.
39. أخبار المهدي..جمع ودراسة.
40. التدخين والمخدرات..دراسة اجتماعية تاريخية شرعية.
41. إنارة الإذاعة ببيان الفتن وأشراط الساعة (في طريقه إلى الطبع).
42. يومك أيها المسلم.
43. نصيحة الحب ببيان حقيقة الحزب، دراسة في التأصيل والتاريخ والقضايا والمنهج.
44. مجمل كتاب التوحيد لابن عبد الوهاب.
45. مجمل عقيدة البربهاري.
46. مجمل السيرة النبوية.
47. مجمل في الأدب.
48. ضوابط المكي والمدني في القرآن.
49. منهج ابن كثير في نقد الرجال.
50. القدس..أبدا لن تكون يهودية.
51. إتحاف أهل الإيمان بأخبار ملاحم المسلمين آخر الزمان.
52. المجملات الملفات في مسائل العلم والتقليد والاختلافات.
53. إرضاء الرحمن بما يهم المسلم في شهر رمضان.

### الكتب
1. شرح العقيدة الواسطية لشيخ الإسلام ابن تيمية.
2. منة الحميد شرح كتاب التوحيد لشيخ الإسلام ابن عبد الوهاب.
3. حاشية على رسالة اللمع لابن قدامة (في العقيدة).
4. حاشية على قطف الثمر لصديق حسن خان (في العقيدة).
5. معيار الالتزام.
6. العموم والخصوص بين اللغويين والأصوليين.
7. حاشية على الإيمان الأوسط لابن تيمية.
8. حاشية على رسالة الإيمان لأبى بكر ابن أبى شيبة.
9. مقال في علوم الأوائل (قريبا من مائة صفحة).
10. مقدمة في علوم القرآن.
11. السيف البتار على المدعى الخنفشار.
12. قراءات في علم أصول الفقه.
13. الفوائد المنتقاة من البداية والنهاية لابن كثير.
14. اللحظ والتأمل، قراءة في كتب المُحْدَثين.
15. الأجزاء (2-6) و (27-30) من كفاية القاري.
16. البدعة وخطورتها في الدين والحياة.
17. قراءة القرآن وتدبره.
18. سيرة ابن حزم الظاهري.
19. سيرة ابن تيمية.
20. منهجية قراءة السيرة وتاريخ الصحابة.
21. مقالات في التربية.
22. مجموعة قصص.
23. جمهرة المقالات.
24. كيف أعرف ولدي؟
25. أصول المنهج السلفي.
26. شرح عقيدة الصابوني.
27. إعلام العصر بتراجم نبلاء أهل مصر ومن دخل مصر في هذا العصر.
28. تحصيل المأمول بما يجب علمه من الأصول.
29. قنص الفرائد وتحرير الفوائد.
30. موسوعة الأسرة.
31. الردود المنجية على الدعاوى المخزية.
32. الأحاديث الثلاثيات والرباعيات العوالي في الكتب العشرة، وهو المسمى بـ «الثلاثيات والرباعيات العاليات في دواوين السنة المشهورات».
33. تقريب كتاب «المؤانسة» للدينوري.
34. الاتباع وفقه التوحد {وإن تطيعوه تهتدوا}.
35. تدقيق النظر في أحكام السفر.
36. إحكام الطِّلاوة ببيان أحكام سجود التلاوة.
37. عصر الليمون، قراءة في الواقع وتجاربه.
38. مواقع ووقائع، دراسة رابطة بين الماضي والحاضر.
39. فقه المرض والمعالجين، دراسة شرعية معاصرة جامعة.
40. فقه المعلم والتدريس، دراسة شرعية معاصرة جامعة.
41. فقه العمل الوظيفي والحرفي، دراسة شرعية معاصرة جامعة.
42. المختار الأمثل (جمع عيون التراث الأدبي).
43. قراءة في أصول الفقه عند الشيعة الرافضة.
44. نظم الدرر (دراسة في البحث والمنهج والتأصيل والتحقيق).
45. أهلية التكليف، دراسة أصولية فقهية عقائدية.
46. أسماء الأعلام، دراسة دلالية دينية اجتماعية.
47. إزالة الدَّغل عن حقيقة العمل.
48. المسافر... سيرة وذكرى.
49. القواعد الفقهية عند ابن دقيق العيد..جمع ودراسة.
50. مستند الإجماع في مسائل الاعتقاد..دراسة تحليلية.
51. الغلو في الدين وآثاره على الفرد والمجتمع.
52. «عقيدة الصابوني» تحقيق وشرح.
53. «رسالة الإمام الشافعي» تحقيق وشرح.
54. رسالة أمراض القلوب وشفاؤها تحقيق وشرح.
55. نصائح قبل السَّفر.
56. عدالة الصحابة عند الشيعة الرافضة، دراسة أصولية تحليلية.
57. الآلي النيرات شرح التغريدات.
58. تقريب علم أصول الفقه وقواعده.
59. دراسات في فقه الخلاف.
60. الدرر البهية شرح القواعد الفقهية.